# Raquel (nombre)
Raquel es un nombre de origen hebreo, que aparece mencionado en el Antiguo Testamento de la Biblia. Significa literalmente «cordero» u oveja hembra, y se interpreta a menudo como «la oveja de Dios». Su uso es muy común en Occidente, en especial en países de habla inglesa y española.

## Onomástico
15 de enero: Raquel.

## Variantes en otros idiomas
- Alemán: Rachel
- Español: Raquel
- Eslovaco: Rachel
- Francés: Rachel, Rachelle
- Gallego y portugués: Raquel
- Hebreo: Rachel, Raheliat
- Inglés: Rachel
- Italiano: Raquel, Rachele
- Noruego: Rakel
- Sabela: Reih

- Datos: Q935489
- Multimedia: Rachel (given name) / Q935489